# Necrobiosis
La necrobiosis (del griego nekro- que significa "cadáver" + bi(o)- que significa "vida" + -ōsis que significa "proceso") es el proceso de disminución progresiva de la actividad vital en una célula en el curso de su actividad fisiológica, que finaliza con la muerte celular.

## Fisiología
Por tanto no es una enfermedad, sino parte del proceso fisiológico vital de cada célula y por extensión de los tejidos de los seres vivos. La necrobiosis es la consecuencia de los cambios producidos por el desarrollo, uso y envejecimiento celular. Se puede observar en la descamación de las células epidérmicas, o en la fagocitosis de los eritrocitos viejos. 
Cabe destacar que esta etapa de la necrosis tiene un tiempo aproximado de duración entre 6 y 8 horas, donde existe un cambio o alteración funcional de la célula pero no morfológico. 